# Siedlung Bruchfeldstraße
Koordinaten: 50° 5′ N, 8° 38′ O
Die Siedlung Bruchfeldstraße in Frankfurt-Niederrad ist eine Siedlung des Wohnungsbauprojekts Neues Frankfurt der 1920er Jahre. Sie war die erste Anlage, die unter Ernst May entstand. Die Planung für die 643 Wohneinheiten musste in vieler Hinsicht Rücksicht auf den Bestand nehmen: das Straßennetz war bereits errichtet, die umgebende Blockbebauung legten eine Höhe von drei Stockwerken nahe, wie auch die Verwendung des Geschosswohnungsbaus in Form straßenbegleitender Blockstrukturen. Dennoch entstand, trotz der formalen Übernahme dieser Strukturelemente, eine völlig neue Siedlungsgestalt, die geeignet war, den Bruch mit der alten, ursprünglichen Planung zu verdeutlichen.

## Architektur
Dies lag einerseits an der architektonischen Gestaltung, bei der alleine das Flachdach im Kontrast zum Walmdach des angrenzenden Bestandes stand, aber auch in der grundsätzlichen kubischen Form mit einer flächig ausgeprägten Fassade. Die strenge horizontale Schichtung wurde durch die dunkler abgesetzten Dach- und Sockelbereiche erreicht, ebenso durch die gleichmäßigen Fensterbänder, die stellenweise durch farbige Gestaltung bis zu den Gebäudeecken „verlängert“ wurden. Die vertikale Gestaltung erfolgte durch die verglasten Treppenaufgänge und verstärkte so zusätzlich den strengen Charakter der Siedlung.

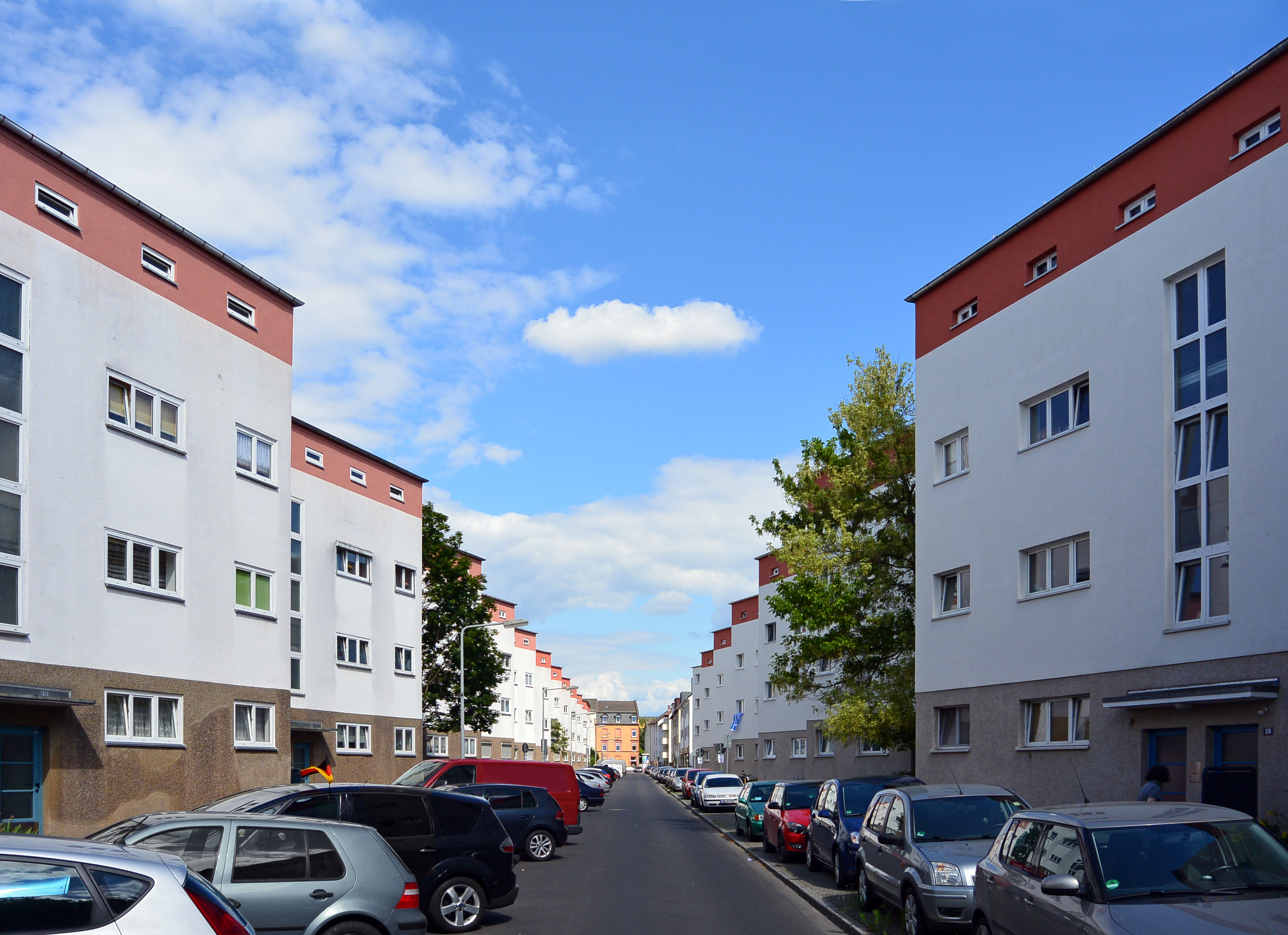
Blick in die Breubergstraße von Westen
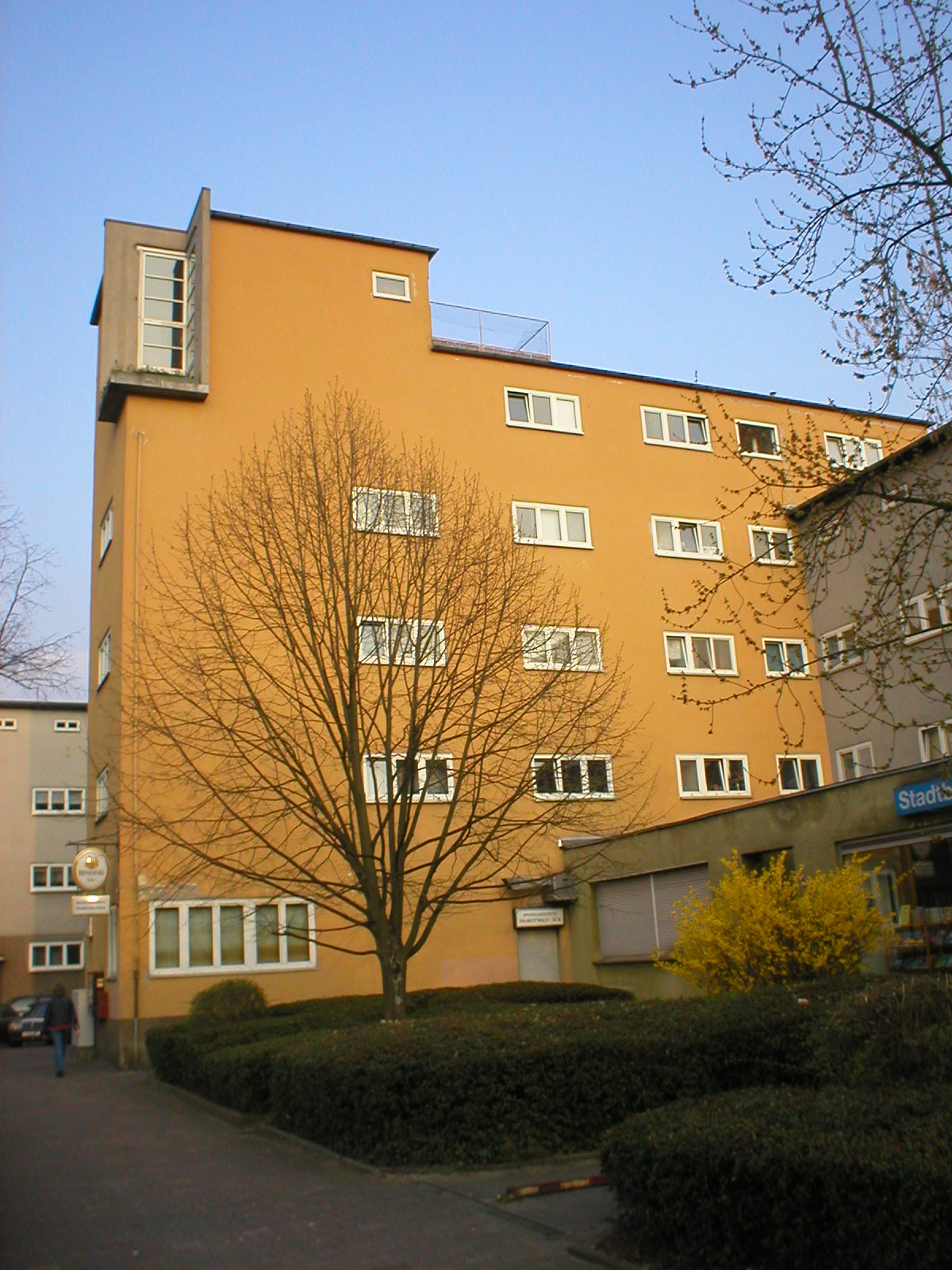
Gebäude mit Penthouse-Atelier (2003)
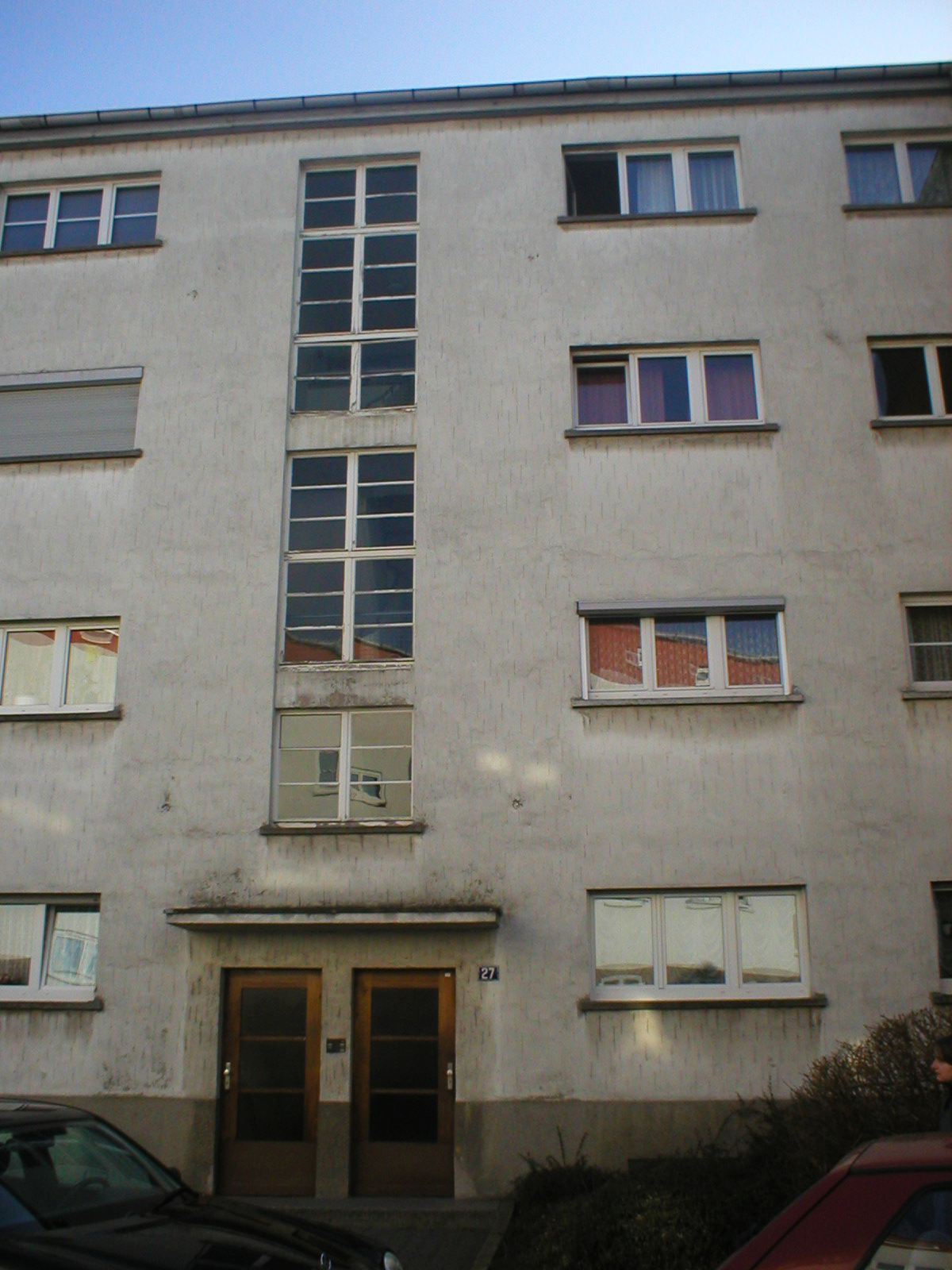
Fensterband an einem Treppenhaus (2003)
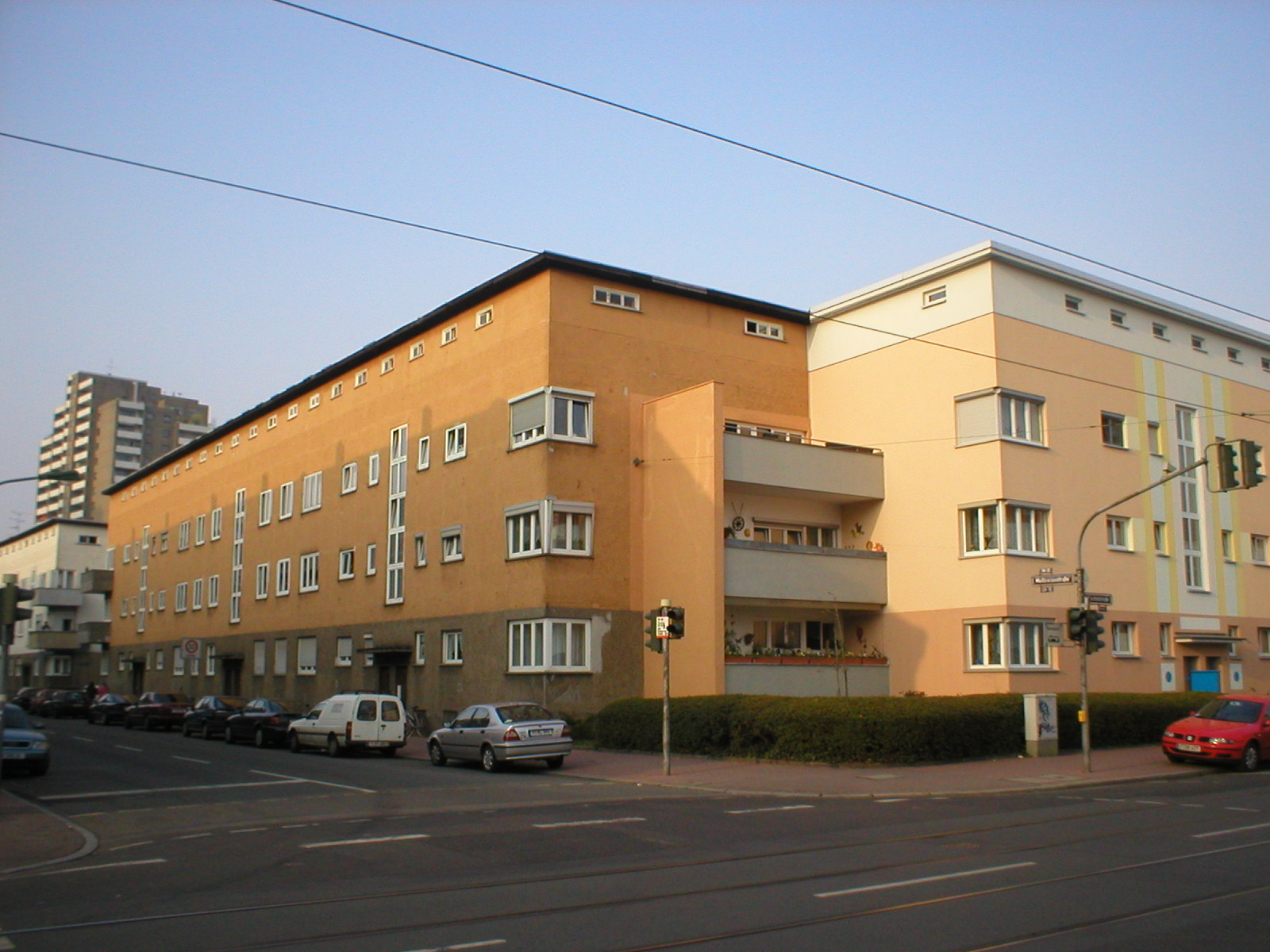
Ecke Bruchfeldstraße-Melibocusstraße
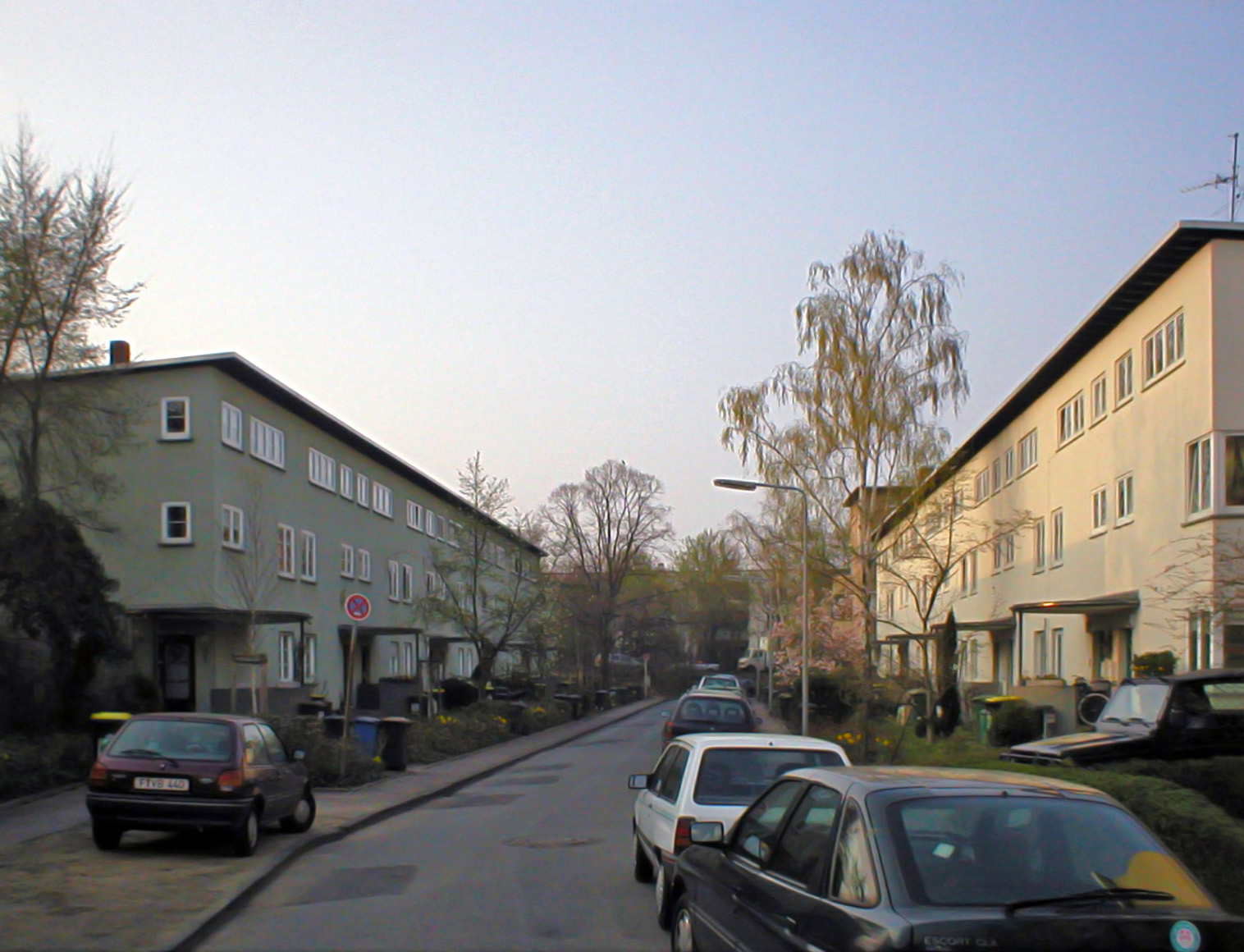
Reihenhäuser
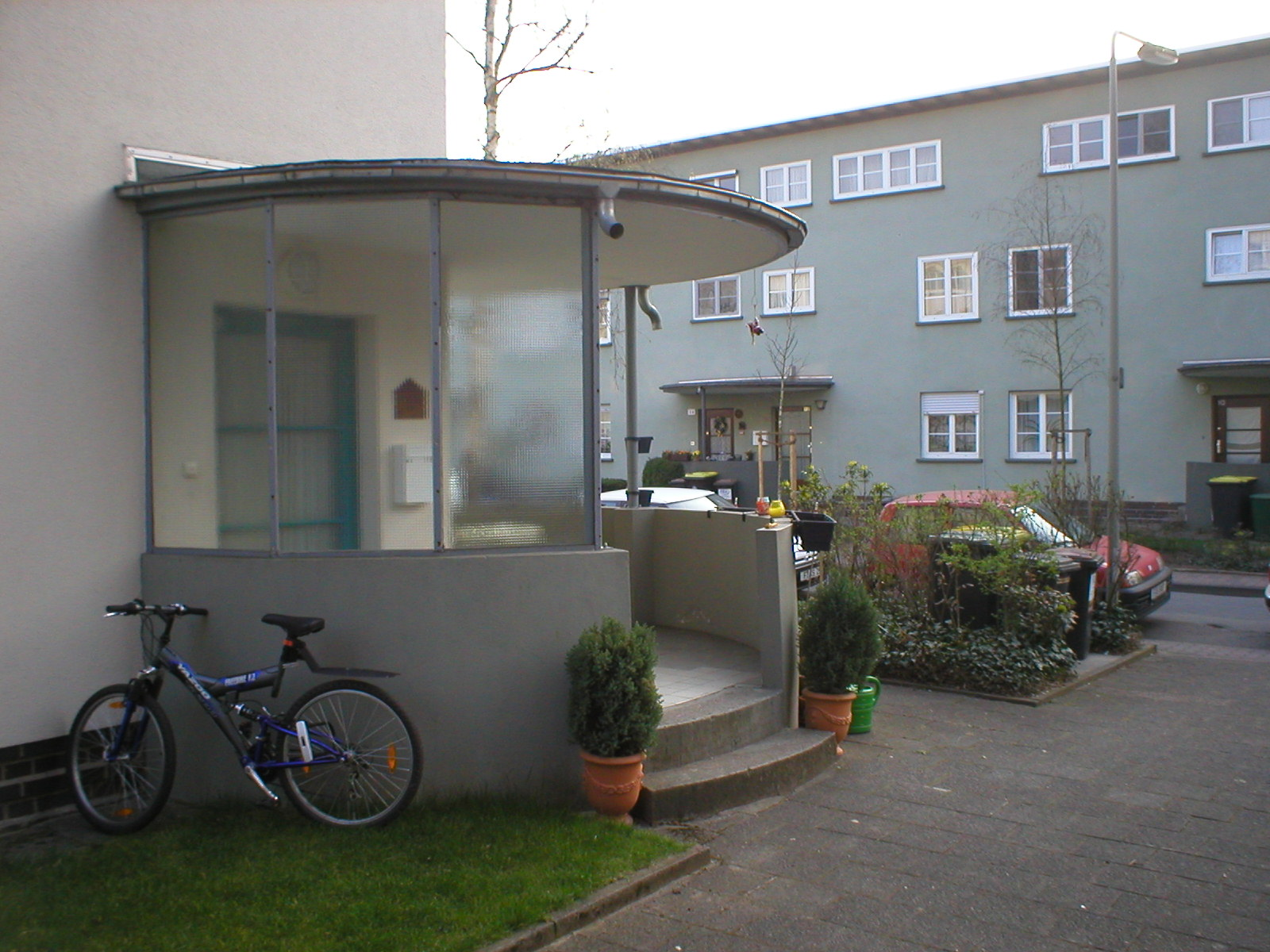
Eingang eines Reihenhauses

## Städtebau
Aber auch gerade die Sprache des Städtebaus war eine bewusst neue. May schuf auf Grundlage der Erschließung U-förmige Baukörper und geschlossene Blocks, wie sie sich auch im umgebenden Bestand fanden, doch er variierte sie neu: Gebäudekanten sprangen vor und bildeten die Ecken und Kanten eines abwechslungsreichen Außenraums. Städtebauliche Dominanten wurden durch architektonische Formelemente, wie herausragende Platten und Balkone geschaffen, Eckgebäude wurden durch die Höhenentwicklung betont.
Das auffälligste Merkmal des Gebietes war jedoch die Anlage eines sägezahnförmigen Blocks, durch den die Siedlung auch ihren Beinamen erhielt: „Zickzackhausen“.
May schuf hierbei eine geschlossene Blockstruktur, versetzte jedoch die Wohngebäude auf Nord- und Südseite so gegeneinander, dass sich eine Vielzahl vorspringender Gebäudekanten bildeten. Begründet wurde diese Staffelung – streng nach dem Kodex des Neuen Bauens – durch praktische Erwägungen: Die versetzte Ausrichtung führe zu besserer Belichtung der Wohnungen. Es scheint jedoch noch einen weiteren Grund gegeben zu haben, denn während die nördliche Zeile eine südöstliche Ausrichtung besitzt, weist die südliche Zeile nach Südwest. Dadurch entsteht ein aufgefächerter Blockinnenraum mit Blickbeziehungen aus den Wohnungen auf ein zentrales Gemeinschaftsgebäude im Osten. Es scheint zweifelhaft, dass May diese besondere städtebauliche Situation unbeabsichtigt herbeigeführt hatte. Das praktische Motiv der Besonnung hätte damit Alibifunktion für die ästhetische Erwägung.

## Soziale Ziele
Gemeinschaftsgebäude sollten sich nach Mays Vorstellungen grundsätzlich in jeder zukünftigen Frankfurter Siedlung finden. In ihnen waren gemeinsame Versorgungseinrichtungen geplant, wie beispielsweise Wäschereien und Zentralheizungsanlagen. In Niederrad fanden sich im Gemeinschaftshaus die Waschmaschinen, Zentralradioanlage, Kindergarten und Kinderkrippe, Zweigstellen der Volksbücherei und des Wohlfahrtsamtes und weiterhin auch freie Räumlichkeiten, die von den Mietern selbst verwaltet und genutzt werden konnten.
In den Planungen anderer Siedlungen sind später ebenfalls Gemeinschaftseinrichtungen oder auch „Volkshäuser“ vorgesehen, teilweise mit Konzertsaal und weiteren kulturellen Institutionen, die der Volksbildung dienen sollten. Aus finanziellen Gründen wurde jedoch keines verwirklicht. Das Gemeinschaftsgebäude der Siedlung Bruchfeldstraße sollte das einzige seiner Art bleiben.
Nichtsdestoweniger verwies May immer wieder auf die Notwendigkeit solcher Gemeinschafts- und Kulturzentren. Sie entsprachen seinen Gedanken von paternalistischer Fürsorge, der Förderung des Kollektivgedankens und der Schaffung eigenständiger Identitäten der neuen Trabanten.
Das Innere des Zickzack-Blocks enthielt ebenfalls gemeinschaftlich zu nutzende Freiflächen in Form von Spiel- und Bleichwiesen und einem Planschbecken. Nutzgärten für die Mieter der Erd- und der ersten Obergeschosse waren direkt aus dem jeweiligen Gebäude zu erreichen. Für die Bewohner der zweiten Obergeschosse standen eigene Dachgärten zur Verfügung.

## Umsetzung
Errichtet wurde die Siedlung vornehmlich in konventioneller Ziegelbauweise. Die Baukosten waren dementsprechend hoch. Durch die vielfache Verwendung eines Zweispänner-Grundtyps im Geschosswohnungsbau war es jedoch möglich, mehrfach benötigte Einzelelemente wie Türen und Fenster in großer Stückzahl vorzufertigen.
Die Finanzierung erfolgte hauptsächlich durch Hauszinssteuermittel, doch zusätzlich wurde von den Mietern ein einmaliger Eigenanteil von 700 bis 1.200 Reichsmark (RM) verlangt. Mit Monatsmieten von 47 bis 88 RM betrug die regelmäßige Belastung darüber hinaus fast die Hälfte eines Arbeitermonatslohns. Erstmieter waren deshalb hauptsächlich Angestellte und Beamte; der bedürftigen Schicht der Arbeiter kamen die gebauten Wohnungen nicht direkt zugute.
Der Geschosswohnungsbau dominierte zwar die Siedlung Bruchfeldstraße, allerdings gelang es May, seiner Vorstellung nach der idealen Wohnform folgend, auch 60 dreigeschossige Reihenhäuser mit Gärten auf den Rückseiten im Gebiet zu errichten. Indem er die Zufahrtsstraße torartig überbaute und mehrfach leicht abknicken ließ, schuf er einen ruhigen Wohnbereich. Die Wege zu den einzelnen Hauseingängen und deren Vordächer waren viertelkreisförmig gestaltet – ein ästhetischer Tribut, auf den May mit keinem Wort eingeht.
Zusammengenommen mit anderen Elementen, wie beispielsweise der Betonung der Eckbebauungen und Balkone, die nur an gestalterisch wirksamen Punkten verwendet wurden, fanden sich in der Gestaltung somit einige Formalismen, die nicht den Forderungen nach einer „wahren“ Architektur entsprachen.
Es war die erste Siedlung des Neuen Frankfurts. Deutlich zeigte sie Formen des Expressionismus und ließ damit bewusst keinen Bezug zur bestehenden Bebauung aufkommen, die noch dem Heimatstil verbunden war. Allerdings unterschied sie sich auch von kommenden Siedlungen, die rationaler waren und konsequenter in der Befolgung der Ziele des Neuen Bauens. Ein Element der modernen Auslegung war die Ausstattung der Wohnungen mit der Frankfurter Küche.